# Révovník
Révovník (Ampelopsis) je rod rostlin náležící do čeledi révovité (Vitaceae). Jsou to úponkaté dřevnaté liány s jednoduchými nebo složenými střídavými listy a drobnými květy. Plody jsou drobné bobule, často nápadných barev. Rod zahrnuje 24 druhů a je rozšířen v Asii, USA a Střední Americe. Některé druhy jsou pěstovány v České republice jako okrasné liány, zejména révovník žláznatý a révovník omějolistý.

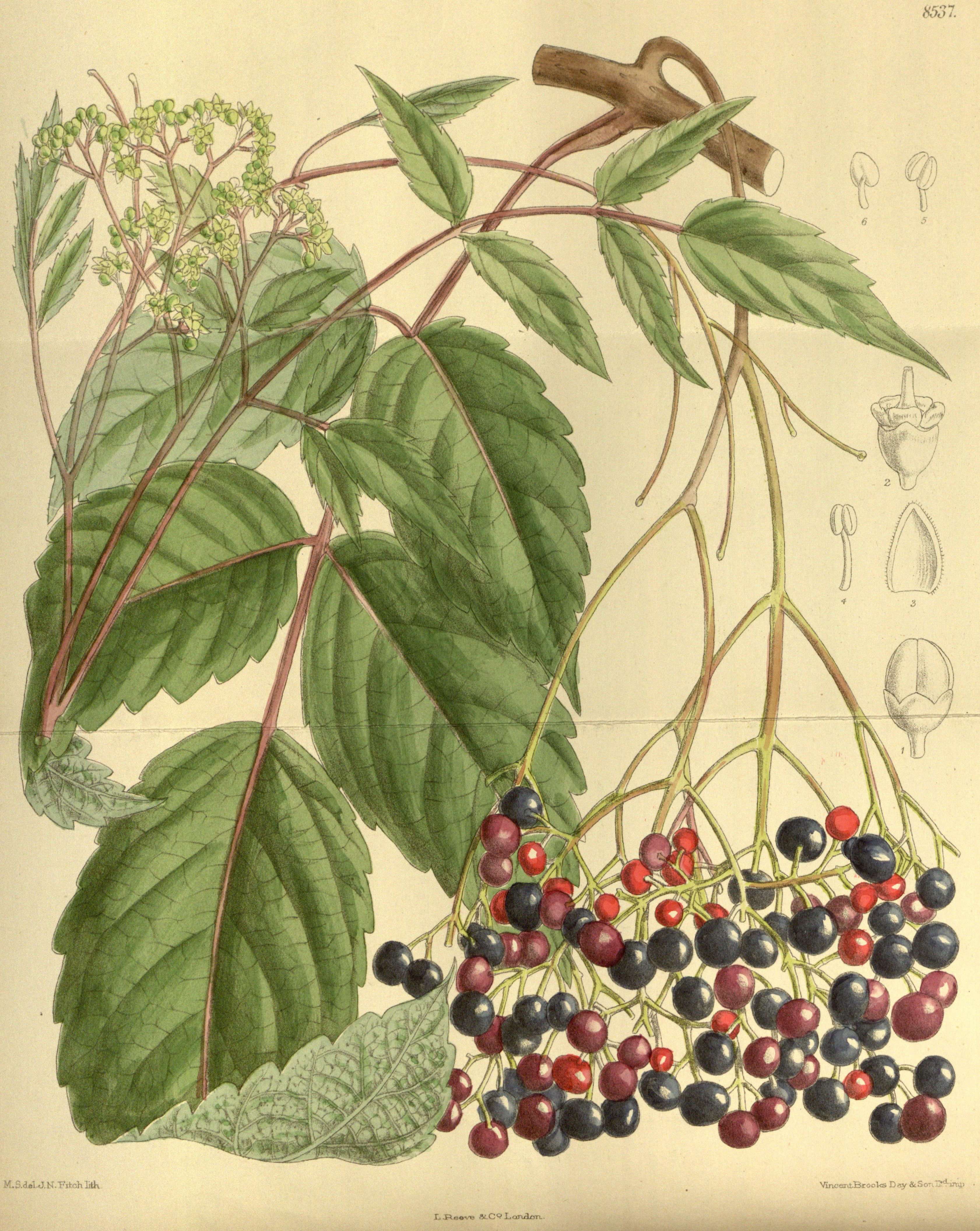
Kresba révovníku velkolistého

## Jméno
Jméno Ampelopsis pochází z řeckých slov ampelos (vinná réva) a opsis (podoba). V překladu tedy znamená 'připomínající vinnou révu'. V Češtině je též nazýván loubinec, toto jméno je však používáno i pro rod Parthenocissus.

## Popis
Révovníky jsou opadavé dřevnaté liány s úponky nebo výjimečně bez úponek (A. vitifolia). Listy jsou střídavé, jednoduché nebo dlanitě složené či zpeřené. Úponky jsou dvou nebo tříramenné, bez přísavných terčíků. Květenství je chocholíkovitý vrcholík, vyrůstající v paždí listů nebo zdánlivě vrcholový. Květy jsou oboupohlavné, pětičetné. Kalich je miskovitý. Koruna je složena z 5 volných plátků. Květní terč je dobře vyvinutý, na okraji zvlněně laločnatý. Tyčinek je 5. Plodem je kulovitá bobule obsahující 1 až 4 vejcovitá semena.

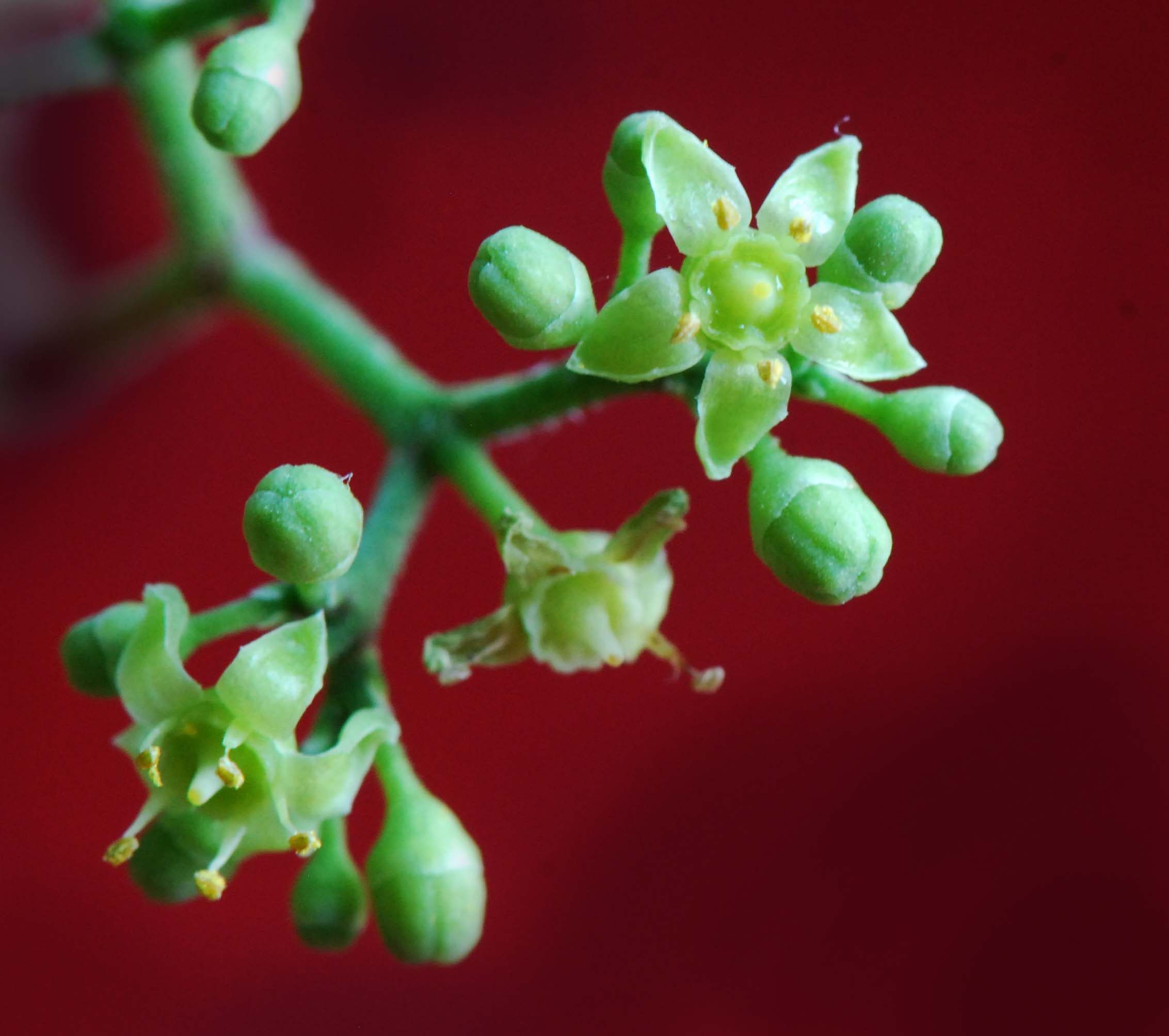
Detail květů révovníku žláznatého
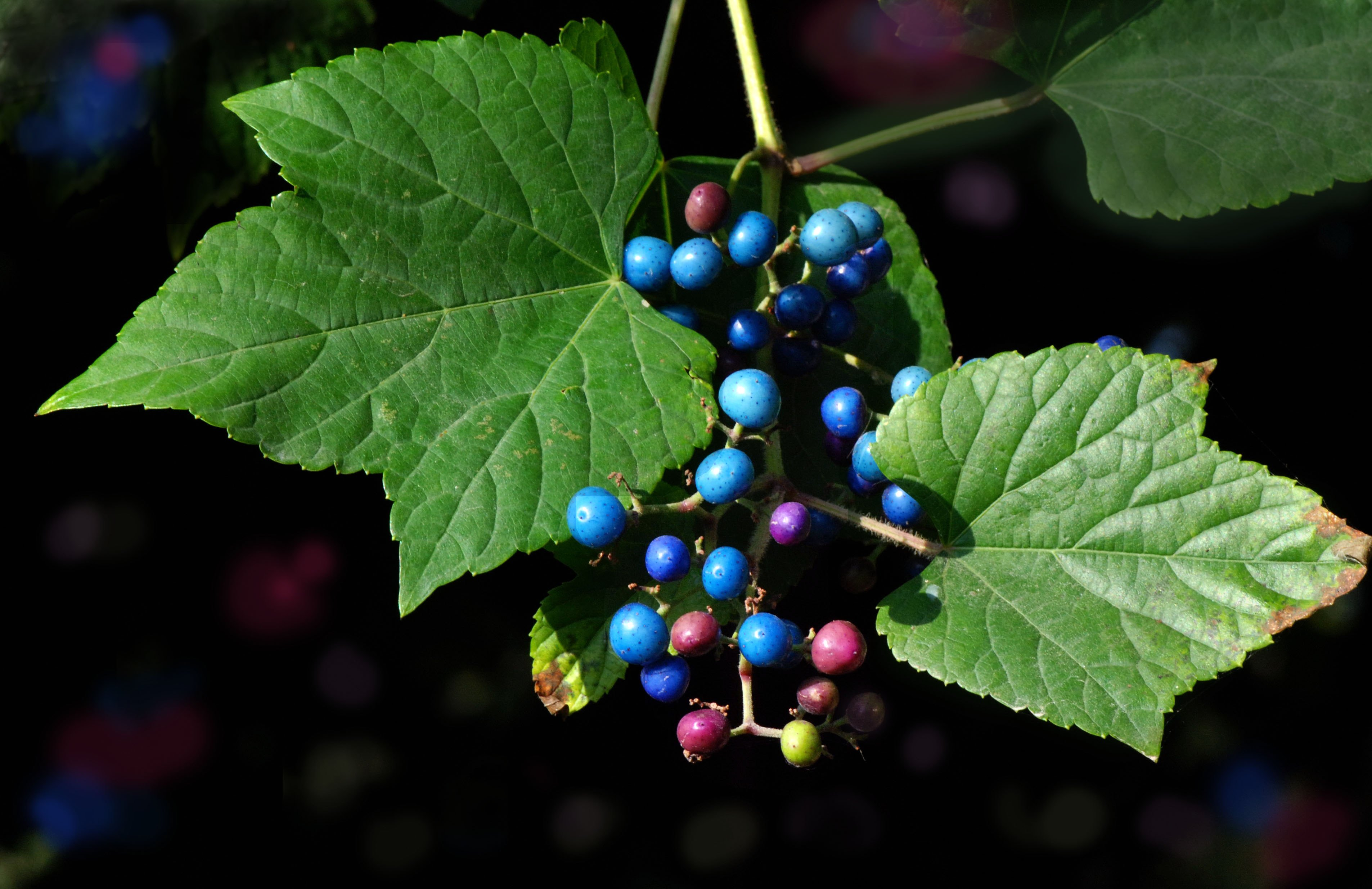
Větévka révovníku žláznatého s plody

## Rozšíření
Rod révovník obsahuje 24 druhů. Je rozšířen v Asii, Severní a Střední Americe. Nejvíce druhů se vyskytuje ve východní Asii. V Číně roste 17 druhů, z toho 13 endemických. Některé druhy přesahují do Japonska či jihovýchodní Asie. Tři druhy rostou v oblasti jihozápadní a střední Asie, druh A. orientalis zasahuje i do Turecka. V Severní Americe rostou 2 druhy (A. cordata a A. arborea v jihovýchodních oblastech USA), ve Střední Americe jediný druh (A. denudata v Mexiku a Guatemale). V květeně Evropy není tento rod zastoupen.

## Taxonomie
V pojetí druhů rodu Ampelopsis došlo oproti zavedené praxi k některým změnám. Druh Ampelopsis brevipedunculata byl sloučen s druhem A. glandulosa (révovník žláznatý) jako A. glandulosa var. brevipedunculata. Varieta Ampelopsis brevipedunculata var. maximowiczii, vyznačující se téměř nebo zcela lysými letorosty a listy, je v současné taxonomii vedena jako A. glandulosa var. heterophylla.

## Rozlišovací znaky
Od poněkud podobného rodu réva se révovník liší typem květenství (vrcholík), nerozpukanou kůrou s roztroušenými lenticelami a bílou dření větévek. Réva má kůru brzy podélně rozpukanou a bez lenticel, větévky mají hnědou dřeň a květenství jsou latovitá. Oproti přísavníku má révovník ovíjivé úponky bez přísavných terčíků.

## Zástupci
- révovník Bodinierův (Ampelopsis bodinieri)
- révovník Delavayův (Ampelopsis delavayana)
- révovník Chaffanjoův (Ampelopsis chaffanjonii)
- révovník chmelolistý (Ampelopsis humulifolia)
- révovník omějolistý (Ampelopsis aconitifolia)
- révovník révolistý (Ampelopsis vitifolia)
- révovník srdčitý (Ampelopsis cordata)
- révovník velkolistý (Ampelopsis megalophylla)
- révovník žláznatý (Ampelopsis glandulosa)
  - révovník žláznatý krátkostopečný (Ampelopsis glandulosa var. brevipedunculata)
  - révovník žláznatý různolistý (Ampelopsis glandulosa var. heterophylla)[10][1][5]

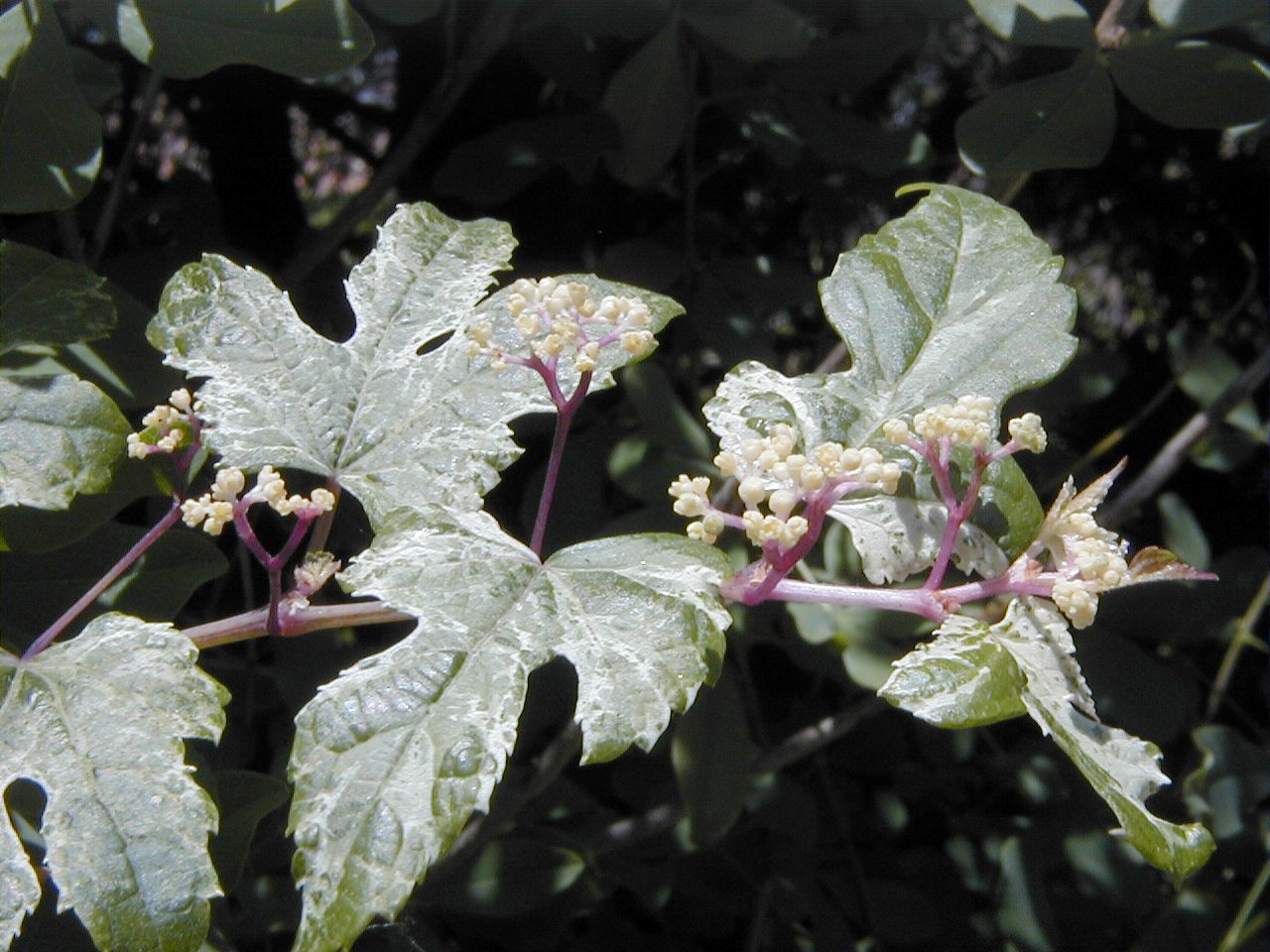
Révovník žláznatý, kultivar 'Elegans'

## Význam
Révovníky jsou pěstovány jako okrasné liány. Jsou vhodné k rychlému popnutí pergol, zdí, balkonů a podobně. Hlavní estetická hodnota je v olistění a plodech. Na rozdíl od loubinců se listy na podzim většinou nápadně nezbarvují. V České republice je nejčastěji pěstován révovník omějolistý (Ampelopsis aconitifolia), révovník žláznatý (Ampelopsis glandulosa, syn. A. brevipedunculata) a révovník Bodinierův (Ampelopsis bodinieri). Celkem zřídka je v botanických zahradách a arboretech pěstován robustní révovník velkolistý (Ampelopsis megalophylla). Z okrasných kultivarů je pěstován zejména A. glandulosa 'Elegans', vyznačující se výrazně panašovanými listy.

## Pěstování a množení
Révovníky jsou poměrně nenáročné liány. Révovník omějolistý a révovník žláznatý jsou v podmínkách České republiky otužilé druhy. Snášejí i městské ovzduší, rostou na výsluní i ve stínu a nejsou vybíravé na kvalitu půdy. Nejlépe rostou na teplejším stanovišti s propustnou půdou. Netrpí chorobami ani škůdci.
Botanické druhy lze množit jarním výsevem semen pod sklo, běžnějším způsobem množení je však řízkování. V červenci se odebírají zelené řízky, na podzim nebo v předjaří dřevité řízky. Variety, kultivary a vzácnější druhy lze roubovat na zakořeněné řízky loubince pětilistého. Další možností množení je hřížení. 